# Seznam bitk
Zgodovina -- Vojaška zgodovina -- Vojna zgodovina -- Seznam bitk
Seznam bitk je krovni seznam seznamov bitk.

## Seznam
- kronološki seznami:

- seznam bitk (pred 601)

- seznam bitk rimske vojske

- seznam bitk (601–1400)
- seznam bitk (1401–1800)
- Seznam bitk ameriške vojne za neodvisnost
- seznam bitk (1801–1900)
- seznam bitk (1901–2000)

- seznam bitk prve svetovne vojne
- seznam bitk druge svetovne vojne

- seznam bitk (2001–2100)

- abecedni seznam bitk
- geografski seznam bitk (po državah)

- seznam kitajskih bitk

- seznam islamističnih bitk med ramadanom
- seznam pomorskih bitk
- seznam fikcijskih bitk